# Francisco Jémez Martín
Francisco Jémez Martín, també conegut com a Paco, (Las Palmas, Illes Canàries, 18 d'abril de 1970) és un exfutbolista andalús d'origen canari que jugava com a defensa i que fa actualment d'entrenador. Com a jugador, va ser internacional amb la selecció espanyola.

## Biografia
Va créixer a Còrdova, on van tornar els seus pares quan el jove Paco comptava amb uns mesos de vida.

## Carrera com a futbolista
La seva posició natural de joc era la de defensa central. Va jugar en el Córdoba CF durant una temporada, després de la qual va fitxar pel Reial Múrcia, on va estar una altra temporada. Va ser fitxat, llavors pel Rayo Vallecano on va jugar una temporada per ser traspassat al Deportivo de La Corunya, on va estar durant cinc temporades.
En l'any 1998 va abandonar el club deportivista per passar al Reial Saragossa on va estar altres cinc temporades. Va ser internacional absolut en 21 ocasions.

## Carrera com a entrenador
El 28 de juny de 2007, després d'una temporada entrenant a la R.S.D. Alcalá (Madrid), el Córdoba CF anuncia la seva contractació com tècnic en substitució de José Tomás Escalante per a la temporada 07/08. Temporada que no arriba a concloure, ja que és destituït el 30 de març mancant 11 jornades per a la conclusió del campionat.
El juny de 2012, rescindí el seu contracte amb el Còrdova i s'incorporà al Rayo Vallecano per una temporada, començant així una nova etapa en l'entitat vallecana i culminant l'objectiu professional de Jémez d'entrenar a primera divisió. El 2013 va renovar el contracte amb l'entitat vallecana per dos anys més.
El 26 de maig de 2016, després del descens del Rayo de la màxima categoria, Jémez no va renovar i va fitxar pel Granada CF el 20 de juny. De tota manera, el 28 de setembre fou destituït, després de només sis partits, en els quals no assolí cap victòria, en el pitjor començament de temporada del club en més de 70 anys.
El 28 de novembre de 2016, Jémez fou nomenat entrenador del Cruz Azul de la mexicana Liga MX. Va dur l'equip al seu primer play-off en tres anys. El següent 27 de novembre, va decidir de no renovar, i va deixar el club.
El desembre de 2017 s'anuncià la seva contractació per la UD Las Palmas, per intentar evitar el descens de l'equip, que ja havia tingut tres entrenadors durant la temporada: el català Manolo Márquez, Pako Ayestarán, i Francisco Ortiz.
El 20 de març de 2019, Jémez va retornar al Rayo Vallecano, substituint Míchel, qui havia estat cessat dos dies abans, després que hagués perdut set partits de lliga seguits, cosa que deixava el Rayo prop del descens a la lliga. Jémez va signar contracte fins al 2020.

## Palmarès
Deportivo de La Corunya
- 1 Copa del Rei (1994-95)
- 1 Supercopa d'Espanya (1995)

Real Zaragoza
- 1 Copa del Rei (2000-01)